# Canta y Juega
Canta y Juega é um álbum de estúdio da cantora Tina Kids lançado em 22 de maio de 2020. Foi produzido por Mario Sanmarti e Kanya Autie e masterizado por Mario G. Alberni.  O álbum ganhou o Grammy Latino na categoria “Melhor Álbum Infantil”.

## Faixas
1. Bienvenidos a la Diversión 01:17[4]
2. Jugando a Imaginar 02:17
3. Salta de Alegría 03:18
4. Sin Zapatos 02:15
5. Tic Tac 02:04
6. Canción del Deporte 01:29
7. Lluvia de Otoño 02:23
8. Lagrimitas 01:36
9. Yo Vivo en un Mundo Redondo 02:23
10. La Voz del Corazón 01:58
11. Cumpleaños Felíz Español Inglés 02:02

## Prêmios e indicações
| Ano  | Prêmio                | Categoria                    | Resultado | Ref.  |
| ---- | --------------------- | ---------------------------- | --------- | ----- |
| 2020 | Grammy Latino de 2020 | Melhor Álbum Infantil do Ano | Venceu    | [ 5 ] |